# Seznam dílů seriálu Versailles
Toto je seznam dílů seriálu Versailles. Francouzský historický televizní seriál Versailles měl premiéru na stanici Canal+. 

## Přehled řad
| Řada | Díly | Premiéra ve Francii | Premiéra ve Francii |
| Řada | Díly | První díl           | Poslední díl        |
| ---- | ---- | ------------------- | ------------------- |
| 1    | 10   | 16. listopadu 2015  | 14. prosince 2015   |
| 2    | 10   | 27. března 2017     | 24. dubna 2017      |
| 3    | 10   | 23. dubna 2018      | 21. května 2018     |

## Seznam dílů

### První řada (2015)
| Č. v seriálu | Č. v řadě | Původní název                                                                             | Režie             | Scénář                                                                                   | Premiéra ve Francii |
| ------------ | --------- | ----------------------------------------------------------------------------------------- | ----------------- | ---------------------------------------------------------------------------------------- | ------------------- |
| 1            | 1         | Un roi sans château n'a rien d'un vrai roi                                                | Jalil Lespert     | námět: Simon Mirren a David Wolstencroft scénář: Andre Jacquemetton a Maria Jacquemetton | 16. listopadu 2015  |
| 2            | 2         | L'État c'est moi                                                                          | Jalil Lespert     | Simon Mirren a David Wolstencroft                                                        | 16. listopadu 2015  |
| 3            | 3         | Il est temps que la noblesse réplique                                                     | Christoph Schrewe | Simon Mirren a David Wolstencroft                                                        | 23. listopadu 2015  |
| 4            | 4         | Demain j'aurai bien plus de choses en commun avec mon ennemi qu'avec mon propre frère     | Christoph Schrewe | Simon Mirren a David Wolstencroft                                                        | 23. listopadu 2015  |
| 5            | 5         | La guerre fait toujours rage en toi, dis-lui "Halte                                       | Christoph Schrewe | Sasha Hails                                                                              | 30. listopadu 2015  |
| 6            | 6         | Ce n'est pas un enfant que tu lui donnes, c'est un bâton avec lequel il nous frappera     | Thomas Vincent    | námět: Sasha Hails scénář: Andrew Bampfield                                              | 30. listopadu 2015  |
| 7            | 7         | La maladie du Roi empire, c'est maintenant qu'il faut agir                                | Thomas Vincent    | námět: Sasha Hails scénář: Simon Mirren a David Wolstencroft                             | 7. prosince 2015    |
| 8            | 8         | Ton palais de rêve est en train de devenir un paradis du complot                          | Daniel Roby       | Andrew Bampfield                                                                         | 7. prosince 2015    |
| 9            | 9         | Des forces beaucoup plus puissantes et déterminées continuent de chercher à nous détruire | Daniel Roby       | Andrew Bampfield                                                                         | 14. prosince 2015   |
| 10           | 10        | Laissez-moi sentir le soleil sur ma peaur                                                 | Daniel Roby       | Simon Mirren a David Wolstencroft                                                        | 14. prosince 2015   |

### Druhá řada (2017)
| Č. v seriálu | Č. v řadě | Původní název                  | Režie           | Scénář                                                                           | Premiéra ve Francii |
| ------------ | --------- | ------------------------------ | --------------- | -------------------------------------------------------------------------------- | ------------------- |
| 11           | 1         | Labyrinthe                     | Thomas Vincent  | námět: Simon Mirren a David Wolstencroft scénář: David Wolstencroft              | 27. března 2017     |
| 12           | 2         | Un murmure doux et léger       | Thomas Vincent  | námět: Simon Mirren a David Wolstencroft scénář: David Wolstencroft              | 27. března 2017     |
| 13           | 3         | Quis Custodiet Ipsos Custodes? | Thomas Vincent  | Andrew Bampfield                                                                 | 3. dubna 2017       |
| 14           | 4         | Miasme                         | Thomas Vincent  | Andrew Bampfield                                                                 | 3. dubna 2017       |
| 15           | 5         | Guerre et paix                 | Mike Barker     | Andrew Bampfield a David Wolstencroft                                            | 10. dubna 2017      |
| 16           | 6         | Les Sables du temps            | Mike Barker     | námět: Andrew Bampfield a David Wolstencroft scénář: Tim Loane                   | 10. dubna 2017      |
| 17           | 7         | Une nuit                       | Mike Barker     | Andrew Bampfield                                                                 | 17. dubna 2017      |
| 18           | 8         | Le nouveau régime              | Louis Choquette | námět: Andrew Bampfield, David Wolstencroft a Tim Loane scénář: Andrew Bampfield | 17. dubna 2017      |
| 19           | 9         | Sept Ombres                    | Louis Choquette | námět: Andrew Bampfield, David Wolstencroft a Tim Loane scénář: Tim Loane        | 24. dubna 2017      |
| 20           | 10        | De pierres et de sang          | Louis Choquette | Andrew Bampfield a Tim Loane                                                     | 24. dubna 2017      |

### Třetí řada (2018)
| Č. v seriálu | Č. v řadě | Původní název            | Režie             | Scénář                                                       | Premiéra ve Francii |
| ------------ | --------- | ------------------------ | ----------------- | ------------------------------------------------------------ | ------------------- |
| 21           | 1         | Miroirs et fumée         | Richard Clark     | námět: Andrew Bampfield a Tim Loane scénář: Tim Loane        | 23. dubna 2018      |
| 22           | 2         | Question de confiance    | Richard Clark     | námět: Andrew Bampfield a Tim Loane scénář: Andrew Bampfield | 23. dubna 2018      |
| 23           | 3         | La vérité éclatera       | Richard Clark     | námět: Andrew Bampfield a Tim Loane scénář: Martha Hillier   | 30. dubna 2018      |
| 24           | 4         | Crime et châtiment       | Richard Clark     | námět: Andrew Bampfield a Tim Loane scénář: Steve Bailie     | 30. dubna 2018      |
| 25           | 5         | L'au-delà                | Edward Bazalgette | námět: Andrew Bampfield a Tim Loane scénář: Tim Loane        | 7. května 2018      |
| 26           | 6         | La roue de la fortune    | Edward Bazalgette | námět: Andrew Bampfield a Tim Loane scénář: Andrew Bampfield | 7. května 2018      |
| 27           | 7         | Le livre des révélations | Edward Bazalgette | námět: Andrew Bampfield a Tim Loane scénář: Martha Hillier   | 14. května 2018     |
| 28           | 8         | Des hommes et des dieux  | Peter Van Hees    | námět: Andrew Bampfield a Tim Loane scénář: Steve Bailie     | 14. května 2018     |
| 29           | 9         | La poudrière             | Peter Van Hees    | námět: Andrew Bampfield a Tim Loane scénář: Tim Loane        | 21. května 2018     |
| 30           | 10        | L'héritage               | Peter Van Hees    | námět: Andrew Bampfield a Tim Loane scénář: Andrew Bampfield | 21. května 2018     |